# Навуз
Навуз (пол. Nawóz) — деревня в Замойском повете Люблинского воеводства Польши. Входит в состав гмины Нелиш. Находится примерно в 20 км к северо-западу от центра города Замосць. По данным переписи 2011 года, в деревне проживало 458 человек.
В 1975—1998 годах деревня входила в состав Замойского воеводства.

## Население
Демографическая структура по состоянию на 31 марта 2011 года:
|         | Всего | До трудоспособного возраста | Трудоспособного возраста | Старше трудоспособного возраста |
| ------- | ----- | --------------------------- | ------------------------ | ------------------------------- |
| Мужчины | 220   | 44                          | 133                      | 43                              |
| Женщины | 238   | 41                          | 114                      | 83                              |
| Всего   | 458   | 85                          | 247                      | 126                             |